# 페테르 1세섬
페테르 1세섬(노르웨이어: Peter I Øy)은 남극의 벨링스하우젠해에 위치해 있는 사람이 살지 않는 화산섬으로, 남극에 속한 지역으로는 인류가 최초로 발을 딛은 곳이다. 현재 노르웨이가 남극에 있는 또다른 지역인 퀸모드랜드와 함께 영유권을 주장하고 있으나 국제 사회에서는 남극 조약을 이유로 이를 인정하지 않는다.

## 역사
페테르 1세 섬은 1821년 러시아의 고틀리프 폰 벨링스하우젠에 의해 처음 발견되었다. 벨링스하우젠은 자신이 발견한 이 섬을 로마노프 황조의 시조인 표트르 1세를 기리기 위해 표트르 1세섬(러시아어: Остров Петра I)로 명명하였으나 러시아 혁명을 겪으면서 이곳은 거의 잊혀지고 말았다. 그 후 노르웨이의 탐험대가 이곳을 탐험하고 이 섬을 노르웨이의 영토로 선언하였다. 그러나 그 주장은 1961년에 남극 조약으로 인해 부정되었고 현재는 세계 각국이 자유로이 기지를 설치할 수 있게 되었다.

## 환경
이 섬은 남극권에 위치한 섬 중 유일하게 식물이 자라는 곳이다. 이끼 등이 주로 서식한다.